# Trophon
Trophon là một chi ốc biển, là động vật thân mềm chân bụng sống ở biển trong họ Muricidae, họ ốc gai.

## Các loài
Các loài thuộc chi Trophon bao gồm:
- Trophon albolabratus E.A. Smith, 1875[2]
- Trophon arnaudi Pastorino, 2002[3]
- Trophon bahamondei McLean & Andrade, 1982[4]
- Trophon barnardi Houart, 1987[5]
- Trophon brevispira Martens, 1885[6]
- Trophon ceciliae Houart, 2003[7]
- Trophon clenchi (Carcelles, 1953)[8]
- Trophon condei Houart, 2003[9]
- Trophon condensatus Hedley, 1916[10]
- Trophon coulmanensis E.A. Smith, 1907[11]
- Trophon dispar Mabille & Rochebrune, 1889[12]
- Trophon distantelamellatus Strebel, 1908[13]
- Trophon dubius Hutton, 1878[14]: đồng nghĩa của Taron dubius (Hutton, 1878)
- Trophon echinolamellatus Powell, 1951[15]: đồng nghĩa của Trophonella echinolamellata
- Trophon emilyae Pastorino, 2002[16]
- Trophon enderbyensis Powell, 1958[17]: đồng nghĩa của Trophonella enderbyensis (Powell, 1958)
- Trophon eversoni Houart, 1997[18]: đồng nghĩa của Trophonella eversoni (Houart, 1997)
- Trophon geversianus (Pallas, 1774)[19]
- Trophon iarae Houart, 1998[20]
- Trophon leptocharteres Oliver & Picken, 1984[21]
- Trophon longstaffi E.A. Smith, 1907[22]
- Trophon macquariensis Powell, 1957[23]
- Trophon mawsoni Powell, 1957[24]
- Trophon melvillsmithi Houart, 1989[25]
- Trophon minutus Strebel, 1907[26]
- Trophon molorthus Hedley & tháng 5 năm 1908[27]: đồng nghĩa của Ollaphon molorthus (Hedley & tháng 5 năm 1908)
- Trophon multilamellatus Numanami, 1996[28]
- Trophon muricatoides Yokoyama, 1920[29]
- Trophon nucelliformis Oliver & Picken, 1984[30]
- Trophon ohlini Strebel, 1904[31]
- Trophon parodizi Pastorino, 2005[32]
- Trophon patagonicus (d'Orbigny, 1839)[33]
- Trophon paucilamellatus Powell, 1951[34]
- Trophon pelecetus Dall, 1902[35]
- Trophon pelseneeri E.A. Smith, 1915[36]
- Trophon plicatus (Lightfoot, 1786)[37]
- Trophon poirieria Powell, 1951[38]
- Trophon purdyae Houart, 1983[39]
- Trophon scitulus Dall, 1861[40]
- Trophon scotianus Powell, 1951[41]: đồng nghĩa của Trophonella scotiana (Powell, 1951)
- Trophon shackletoni Hedley, 1911[42]
- Trophon stuarti EA Smith, 1880[43]: đồng nghĩa của Nipponotrophon stuarti (E. A. Smith, 1880)
- Trophon triacanthus Castellanos, Rolan & Bartolotto, 1987[44]
- Trophon vangoethemi Houart, 2003[45]